# Улуу-Тоо
Улуу-Тоо (кирг. Улуу-Тоо) — село в Ноокатском районе Ошской области Кыргызстана. Входит в состав Найманского айылного аймака.

## География
Село расположено в западной части области, вблизи государственной границы с Узбекистаном, на расстоянии приблизительно 18 километров (по прямой) к северо-западу от города Ноокат, административного центра района. Абсолютная высота — 1261 метр над уровнем моря.

## История
Населённый пункт получил статус села 27 июня 2017 года.

## Население
Согласно оценочным данным Национального статистического комитета Кыргызской Республики, численность населения села на начало 2023 года составляла 323 человека.
| год     | 2020 | 2021 | 2023 |
| ------- | ---- | ---- | ---- |
| человек | 371  | 319  | 323  |